# Козлов, Алексей Александрович (бизнесмен)
Алексе́й Алекса́ндрович Козло́в (род. 23 января 1974, Москва) — предприниматель, занимается бизнесом в России и Германии. В 2009 году был осужден по делу о мошенничестве и покушении на легализацию денежных средств (по последнему обвинению был оправдан в 2013 году). Автор интернет-дневника, получившего известность как «Бутырка-блог». Вышел на свободу в июне 2013 года, проведя в заключении 4 года.

## Биография
Алексей Александрович Козлов родился 23 января 1974 года в Москве в семье потомственных разведчиков. Внук Зои Зарубиной, правнук Василия Зарубина. Прадедом Козлова является Наум Эйтингон: он был отчимом Зои Зарубиной, воспитывая её с 7 лет. Елизавета Зарубина (Горская) является сводной прабабушкой Козлова, второй женой Василия Зарубина. Его родители развелись, когда он был ребёнком, и, по его собственному признанию, бабушка Зоя Зарубина заменила ему отца. После школы Козлов переехал к Зарубиной в квартиру на Арбате.
Сообщалось, что он более 12 лет занимался в России банковским бизнесом, а также строительством офисных зданий. В СМИ писали, что в разное время он был сотрудником «Объединённой финансовой группы», «Пробизнесбанка», занимал пост главы казначейства «Промышленно-торгового банка», а также, некоторым сведениям — в 2005 году — являлся вице-президентом банка «Российский капитал» (между тем в размещённой в интернете отчётности и списке членов правления банка в апреле 2005 года его фамилия не упоминается). Козлов учредил стипендию имени Василия Зарубина, которую на протяжении семи лет выплачивал лучшим выпускникам академии Службы внешней разведки.
В 2006 году, как отмечала Романова, Козлов стал генеральным директором ОАО «Группа „Финвест“» и возглавил также некоторые дочерние компании группы, в том числе московскую фирму по производству искусственной кожи ОАО «Искож». Сообщалось, что фактически компания «Финвест» принадлежала Владимиру Слуцкеру, который на тот момент уже был членом Совета Федерации, Амбарцуму Сафаряну и Магомеду Магомедову.
Уже в начале 2007 года Козлов покинул «Финвест» и достаточно скоро стал генеральным директором созданной в июле того же года компании «Корфинанс», занимавшейся финансовым посредничеством и дилерством.
30 июня 2007 года Козлова попытались задержать. Поводом к задержанию послужило письмо директора завода ОАО «Искож» Владимира Татаренко о хищении акций предприятия на имя заместителя генерального прокурора Виктора Гриня, отправленное накануне вечером по факсу из кабинета Владимира Слуцкера в Совете Федерации.
Это не первый случай, когда сенатор Слуцкер решал свои проблемы с деловыми партнёрами не в арбитражных судах, а в уголовных. Так в 2008 году на 6,5 лет лишения свободы был осуждён партнёр Слуцкера по ОАО «Группа Финвест» Амбарцум Сафарян.
Летом 2007 года один из эпизодов уголовного дела против Сафаряна (в 2008 году он был признан виновным в хищении и приговорён к 6,5 годам лишения свободы) был выделен в отдельное производство, и в отношении Козлова было возбуждено уголовное дело о незаконном присвоении акций ОАО «Искож». По данным следствия, предприниматель, используя подконтрольную ему офшорную структуру, совершил «мошенничество путём хищения», переведя 33,4 процента акций ОАО «Искож» на счёта своей компании при содействии неустановленных лиц (один из подозреваемых был гражданином Эстонии, а другой — жителем этой страны без гражданства; оба объявлены в розыск). 30 июля 2008 года Козлов был задержан. Сенаторы Михаил Маргелов и Ильяс Умаханов дали личные поручительства за Алексея Козлова перед судом, ходатайствуя об избрании ему меры пресечения, не связанной с лишением свободы. Однако 31 июля Тверской районный суд Москвы суд санкционировал его арест. Общая сумма ущерба, причинённого Козловым, оценивалась следствием в 254 миллиона рублей.
Романова называла уголовное преследование своего мужа результатом его конфликта со Слуцкером, структуры которого стремились «взять „Искож“ под свой полный контроль». При этом она подчёркивала, что Козлов действительно приобрёл акции «Искожа», но сделал это на законных основаниях. Журналистка обращалась в прокуратуру, заявляя, что Слуцкер угрожал ей и её мужу, а некие посредники предлагали урегулировать конфликт, отпустить Козлова и закрыть против него уголовное дело за 3 миллиона долларов. Сам Козлов обвинил Слуцкера в фальсификации материалов уголовного дела против себя, однако представители сенатора версию о его причастности к делу опровергали. В марте 2009 года Пресненский суд Москвы признал Козлова виновным по статьям «мошенничество» (часть 4 статьи 159 УК РФ) и «покушение на легализацию денежных средств» (статьи 30 УК РФ и 174.1 УК РФ) и приговорил его к восьми годам колонии общего режима. Сам бизнесмен своей вины не признал.
Козлов получил известность как автор «Бутырка-блога» на сайте Slon.ru, в котором он с мая 2009 года описывал ход судебного процесса (рассмотрения надзорной жалобы на приговор) и писал о своём содержании в тюрьме. Блог в 2009 году был удостоен премии The Best of Blogs в категории «Лучший русскоязычный блог по версии читателей». Впоследствии «Бутырка-блог» начал публиковаться на сайте «Русского Forbes» и стал коллективным — туда начали писать другие осуждённые бизнесмены, а также их родственники, журналисты и адвокаты.
В 2010 году Слуцкер покинул пост в Совете Федерации. В июне 2011 года Мосгорсуд сократил срок заключения Козлову до 7 лет, а в следующем месяце президиум Мосгорсуда уменьшил его до 5 лет. В сентябре 2011 года судебная коллегия по уголовным делам Верховного суда РФ отменила приговор Козлову и освободила его из-под стражи под подписку о невыезде. Уголовное дело против него было направлено на пересмотр.
На втором судебном процессе один из свидетелей защиты Артём Дымской, партнёр адвокатского бюро АЛМ-Фельдманз, дал показания, что встречался в январе 2009 года со Слуцкером в гостинице Ритц-Карлтон в Москве, так как адвокатское бюро АЛМ-Фельдманз проводило юридическую экспертизу сделки перед покупкой Козловым акций. Его цель была объяснить Слуцкеру, что Козлов все сделал законно. Однако Слуцкер заявил, что уже «договорился и Козлов получит восемь лет лишения свободы». Через три месяца суд действительно приговорит Козлова к восьми годам лишения свободы. Несмотря на то, что Дымской дал подписку об ответственности за дачу ложных показаний, Слуцкер либо его представители никогда не обращались в правоохранительные органы или в суд, чтобы дезавуировать это заявление.
15 марта 2012 года Пресненский районный суд Москвы приговорил Козлова по статьям 159 (мошенничество) и 174 УК РФ (легализация денежных средств) к пяти годам лишения свободы в колонии общего режима. Козлов был взят под стражу в зале суда. Как будет установлено позднее, в ходе экспертизы Института русского языка имени В. В. Виноградова Российской академии наук, текст приговора совпадает с текстом обвинительного заключения на 92 %, с сохранением в приговоре орфографических и пунктуационных ошибок, допущенных в тексте обвинительного заключения. 23 марта 2012 года адвокаты Юрий Костанов подали в Пресненский суд Москвы кассационную жалобу с требованием отменить приговор из-за отсутствия состава преступления, 7 июня 2012 года Мосгорсуд отклонил жалобу и оставил приговор Козлову в силе. В том же месяце предприниматель подал ходатайство об условно-досрочном освобождении, которое было перенаправлено по месту отбывания наказания в Южский районный суд Ивановской области; 4 сентября 2012 года суд, рассмотрев ходатайство, Козлову в УДО отказал.
31 мая Мосгорсуд отменил приговор по обвинению в легализации похищенного имущества, но оставил в силе приговор по обвинению в мошенничестве. Срок наказания был определён в 4 года и, в связи с его отбытием, суд постановил освободить Козлова из заключения.
Вечером 3 июня 2013 года Алексей Козлов был выпущен из колонии на свободу по постановлению Ивановского прокурора по надзору за соблюдением законов в исправительных учреждениях, советника юстиции Арефьева А. А.
Сам Козлов считает, что его уголовное преследование было следствием конфликта не с государством, а с партнёром по бизнесу, который использовал нечистоплотных сотрудников системы, чтобы в споре склонить чашу весов в свою сторону.

## Личная жизнь
В августе 2005 года Козлов женился на телеведущей, журналистке Ольге Романовой. Официально пара развелась в 2008 году. В том году Козлов был обвинён в мошенничестве и попал в тюрьму, поэтому Романова не стала оформлять свидетельство о разводе с тем, чтобы иметь основания для посещения Козлова в местах лишения свободы. После освобождения Козлова в 2013 году пара продолжила жить вместе. Романова и Козлов окончательно расстались в Германии в 2018 году. Козлов начал отношения с подругой Романовой — Марией Макеевой.

## Награды
В 2010 «Бутырка-блог» Алексея Козлова участвовал в конкурсе премии The BOBs (The Best of Blogs), который проводит ежегодно Deutsche Welle. По результатам онлайн-голосования пользователи признали его лучшим в номинации «лучший блог года на русском языке».